# Noah Steiner
Noah Steiner (* 26. února 1999) je rakouský fotbalista, který hraje jako obránce za SV Stripping.

## Klubová kariéra
V letech 2018–2019 odehrál 26 zápasů za SV Schwechat.
Dne 24. srpna 2019 debutoval v rakouské Bundeslize za SKN St. Pölten proti Mattersburgu.
Dne 15. ledna 2020 podepsal smlouvu s First Vienna FC 1894.